# Abietinaria
Abietinaria is een geslacht van hydroïdpoliepen uit de familie Sertulariidae en de orde Leptothecata. Dit geslacht werd in 1884 voor het eerst wetenschappelijk beschreven door Gustav Heinrich Kirchenpauer.

## Soorten
- Abietinaria abietina (Linnaeus, 1758) = Zeedennetje
- Abietinaria alexanderi Nutting, 1904
- Abietinaria alternitheca (Kudelin, 1914)
- Abietinaria anguina (Trask, 1857)
- Abietinaria annulata (Kirchenpauer, 1884)
- Abietinaria compressa (Merezhkovskii, 1878)
- Abietinaria crassiparia Naumov, 1960
- Abietinaria cruciformis Antsulevich, 1987
- Abietinaria derbeki (Kudelin, 1913)
- Abietinaria elsaeoswaldae Stechow, 1923
- Abietinaria expansa Fraser, 1938
- Abietinaria filicula (Ellis & Solander, 1786) = Fijne zeeden
- Abietinaria fusca (Johnston, 1847)
- Abietinaria gagarae Naumov, 1960
- Abietinaria gigantea (Clark, 1877)
- Abietinaria gracilis Nutting, 1904
- Abietinaria immersa Vervoort, 1993
- Abietinaria inconstans (Clark, 1877)
- Abietinaria interversa (Pictet & Bedot, 1900)
- Abietinaria juniperus Kirchenpauer, 1884
- Abietinaria kincaidi (Nutting, 1901)
- Abietinaria laevimarginata (Ritchie, 1907)
- Abietinaria macrotheca Naumov, 1960
- Abietinaria melo Kirchenpauer, 1884
- Abietinaria merkii Kirchenpauer, 1884
- Abietinaria pacifica Stechow, 1923
- Abietinaria pulchra (Nutting, 1904)
- Abietinaria raritheca Naumov, 1960
- Abietinaria rigida Fraser, 1911
- Abietinaria smirnowi (Kudelin, 1914)
- Abietinaria spiralis Naumov, 1960
- Abietinaria thuiarioides (Clark, 1877)
- Abietinaria traski (Torrey, 1902)
- Abietinaria trigona Antsulevich, 1987
- Abietinaria turgida (Clark, 1877)
- Abietinaria variabilis (Clark, 1877)